# هگزاسن
هگزاسن (به انگلیسی: Hexacene) با فرمول شیمیایی C۲۶H۱۶ یک ترکیب شیمیایی با شناسه پاب‌کم ۱۲۳۰۴۴ است. که جرم مولی آن ۳۲۸٫۴۱ g/mol می‌باشد. 